# 鮑威爾海峽
68°8′S 67°7′W / 68.133°S 67.117°W
鮑威爾海峽（英語：Powell Channel），是南極洲的海峽，位於葛拉漢地西岸的法利埃海岸，處於米勒蘭島和德貝納姆群島之間，由英國南極名稱諮詢委員會命名，現時由南極條約體系管理。